# Chnaurococcus danzigae
Chnaurococcus danzigae är en insektsart som beskrevs av Ferenc Kozár och Kosztarab 1976. Chnaurococcus danzigae ingår i släktet Chnaurococcus och familjen ullsköldlöss. Inga underarter finns listade i Catalogue of Life.